# Florian Kehrmann
Florian Kehrmann (Neuss, 26 de junho de 1977) é um ex-handebolista profissional alemão.
Florian Kehrmann jogou três olimpíadas.